# RPG-27
El RPG-27 es un lanzacohetes desechable soviético.

## Historia
El RPG-27 Tavolga ("hierba de pradera") fue diseñado por la Empresa Estatal de Investigación y Producción, Bazalt, como un moderno lanzacohetes antitanque diseñado para destruir tanques modernos y futuros con blindaje reactivo y compuesto, así como infantería mecanizada. El RPG-27 fue diseñado en la Unión Soviética a partir del RPG-26.

## Descripción
El RPG-27 comparte un gran parecido con el anterior RPG-26 en que es un lanzacohetes antitanque portátil, de un solo disparo y desechable. El RPG-27 posee un proyectil de mayor diámetro que el RPG-26, lo que permite al RPG-27 lograr una mayor penetración de blindaje. El cohete estabilizado por aletas del RPG-27 tiene una ojiva HEAT con carga en tándem de 105 mm y un alcance de 200 m. El proyectil puede penetrar más de 600 mm de BHL (después de activar el blindaje reactivo), 1.500 mm de ladrillo u hormigón y 3.700 mm de tierra. El RShG-1 es muy similar en su uso al RPG-27, pero su cohete lleva una ojiva termobárica con un radio letal de 10 metros y un mayor alcance de 600 metros. Fue oficialmente adoptado por el gobierno ruso en diciembre de 2011.

## Usuarios

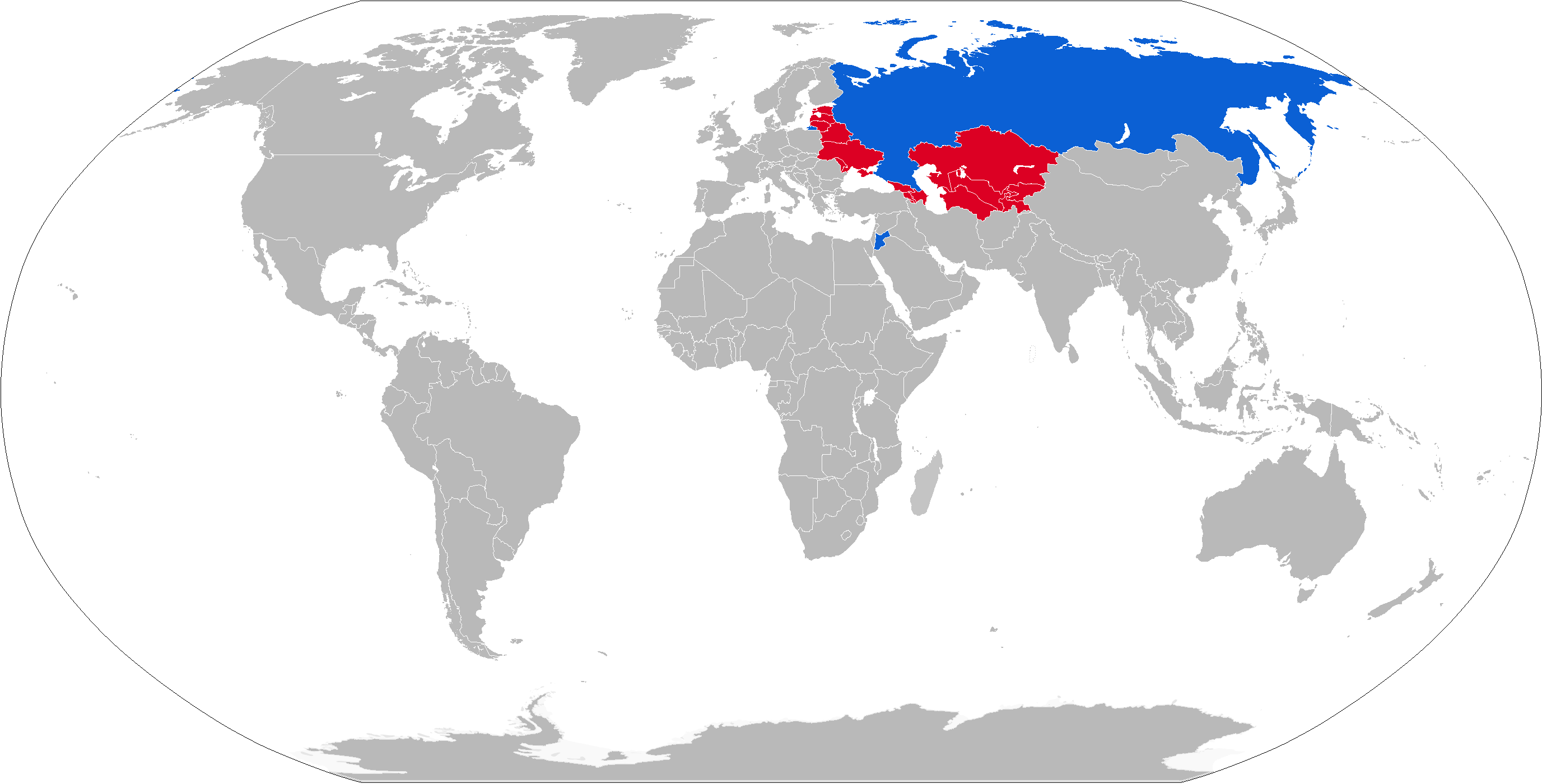
Mapa con los actuales usuarios del RPG-27 en azul y los anteriores en rojo.

### Actuales
- Jordania
- Rusia
- Nicaragua

### Anteriores
- Unión Soviética